# Мелхіседек III (Пхаладзе)
Католико́с-Патріа́рх Мелхіседек III (груз. კათოლიკოს-პატრიარქი მელქისედეკ III; в миру Михайло Георгієвич Пхаладзе (груз. მიხეილ გიორგის ძე ფხალაძე); 2 листопада 1872 , село Кандаурі, Сигнахський повіт, Тифліська губернія — 10 січня 1960, Тбілісі) — єпископ Грузинської православної церкви. У 1952—1960 роках — Католикос-патріарх Грузії.

## Біографія
Народився 2 листопада 1872 року в сім'ї церковного читця.
У 1883 році вступив до Телавського духовного училища. У 1889 році закінчив його і вступив до Тифліської духовної семінарії. По закінченні її, в 1896 році вступив до Казанської духовної академії, яку закінчив в 1900 році зі ступенем кандидата богослов'я і правом викладати в духовних семінаріях.
У 1900 році призначений до Кутаїського духовного училища викладачем російської мови. В 1904 році переведений на посаду викладача арифметики, географії та природознавства в духовне училище в місто Білий Смоленської губернії (нині знаходиться в Тверській області). У 1909 році переведений до Подільської духовної семінарії на посаду викладача фізики та математики.
У 1915 році посвячений у священика і призначений доглядачем Тиврівського духовного училища. У січні 1917 року переведений до Кутаїського духовного училища на посаду наглядача училища. У вересні того ж року переведений на посаду наглядача Горійського духовного училища.
1918 року духовні навчальні заклади були закриті, викладачі училища переведені до Горійської чоловічої гімназії, де отець Михайло тимчасово веде уроки фізики. 1920 року йому, як священикові, доводиться піти з гімназії і залишитися без роботи.
У 1922 році стає священиком Сіонського кафедрального собору.
У 1925 році був пострижений у чернецтво, зведений у сан архімандрита і хіротонізований на єпископа Алавердського.
17 жовтня 1927 року призначений митрополитом Сухумським та Абхазьким.
24 березня 1928 року порахований на спокій і призначений настоятелем Преображенської церкви у Тбілісі.
З 2 січня 1935 — митрополит Сухумським та Абхазьким.
З 1938 року, у зв'язку з подальшим посиленням гонінь на церкву, змушений був виїхати до Тбілісі і залишається без роботи кілька років.
1 квітня 1943 року призначений священиком Кукійської цвинтарної церкви святої Ніни у Тбілісі.
30 квітня 1944 року переведений настоятелем до Дідубійської Богородичної церкви Тбілісі, а також призначений митрополитом Урбнісським.
5 квітня 1952 року обраний Католікосом-Патріархом всієї Грузії.
При ньому були відновлені та відкриті такі відомі в Грузії храми, як Бодбійська церква святого великомученика Георгія, де знаходяться мощі святої рівноапостольної Ніни, просвітительки Грузії, храм Моцемета, куди були знову перенесені мощі святих мучеників Давида і Костянтина, князів Арагветських, Ілорський храм святого Георгія, а також інші храми.
27 грудня 1959 року, у Тиждень святих предок, у день свого ангела, будучи вже надзвичайно слабким, патріарх Мелхіседек приймав у себе тбіліське духовенство на чолі з єпископами Давидом і Зіновієм, ніби прощаючись із ними.
Помер 10 січня 1960 року. Труна з тілом покійного була встановлена в Сіонському кафедральному соборі. На другий день після смерті предстоятеля єпископат Грузинської православної церкви обрав патріаршим місцеблюстителем митрополита Батумського, Шемокмедського та Чхондидського Єфрема. 17 січня відбулося поховання у Сіонському соборі.